# Rialb
El Rialb (o río Alb o Riaup) es un río afluente  que nace en la zona sur del pueblo de Bóixols, en los Pirineos y término municipal de la Abella de la Conca, y atraviesa el Coll de Nargó y Baronía de Rialp, en la provincia de Lérida antes de desembocar en el Segre, afluente a su vez del Ebro. 
Se forma por la unión de dos otros ríos: el Collell, que baja de las vertientes de la sierra de Carreu y el Pujals, que baja  por la parte oriental de la sierra de Boumort.

## Etimología
El término «Rialb» proviene de rivus albus (cuya traducción al español sería “río blanco”). De hecho, la expresión "río Rialb" sería redundante, ya que sería río Río pero lo hace posible la pérdida de conciencia de que la primera sílaba de la palabra significa "río".